# Viskopershuis
Het Viskopershuis in Gent was het gildehuis van de Viskopers. Het is gelegen aan de Groentenmarkt (voormalige Vismarkt) tegenover de hoofdingang van het Groot Vleeshuis. Het Viskopershuis werd in het begin van de 15de eeuw opgericht in Balegemse steen.
De Groentemarkt was tot 1690 de centrale visaanvoerplaats van Gent. De platte visschuiten konden vanaf de Leie rechtstreeks de Vismarkt bereiken via vier doorsteken onder het Groot Vleeshuis. De gewelven van deze doorsteken zijn aan de zijde van de Leie nog goed zichtbaar.
De Vismarkt omvatte talrijke openbare gemeenschappelijk voorzieningen. Tot in de 18de eeuw waren er 51 afzonderlijke toonbanken te huur. Op de noordoosthoek had men het Meynhuis of visveilinghuis, de Meyne en de capbank.
Het Viskopershuis herbergde al voor de Eerste Wereldoorlog het restaurant la Grande Boucherie. Dit restaurant bleef bestaan tot de Tweede Wereldoorlog.